# Søgaderne
Søgaderne er en fællesbetegnelse for Øster Søgade, Nørre Søgade og Vester Søgade i København.
Søgaderne strækker sig fra Lille Triangel langs indersiden af Søerne til Gammel Kongevej. Øster Søgade går fra Lille Triangel langs med Sortedams Sø til Søtorvet, Nørre Søgade går fra Søtorvet langs med Peblingesøen til Gyldenløvesgade, og Vester Søgade går fra Gyldenløvesgade langs med Sankt Jørgens Sø til Gammel Kongevej.

## Historie
Søgaderne ligger på det tidligere glacis udenfor Københavns volde, der blev opgivet i 1850'erne og efterfølgende fjernet. Øster Søgade og Nørre Søgade blev anlagt i sidste halvdel af 1800-tallet og fik begge deres navne i 1873. Vester Søgade kom først til i forbindelse med at Sankt Jørgens Sø blev opgivet som vandreservoir. Gaden blev navngivet omkring 1917. Brugen af Øster, Nørre og Vester i navnene er ment som paralleller til henholdsvis Øster, Nørre og Vester Farimagsgade og Øster, Nørre og Vester Voldgade.
Søgadernes arkitektur afspejler den tid, hvor de blev anlagt. Ved Dronning Louises Bro ses Søtorvet, tegnet af arkitekterne Ferdinand Jensen og Vilhelm Petersen i 1873-75, i fransk chateaustil. I den nordlige del af Sortedams Sø langs Øster Søgade ligger byggeforeningshusene, der er kendt som Kartoffelrækkerne. Vester Søgade domineres af Vestersøhus, opført af Kay Fisker og C.F. Møller 1935-39. Bygningen blev fredet i 1994.
I 1960erne var der planer om at anlægge den sekssporede motorvej Søringen langs med Søgaderne som en del af en forbindelse mellem Nordsjælland og et nyt moderne cityområde på Vesterbro. Planerne blev imidlertid opgivet.